# Shekhar Kapur
Shekhar Kapur (ur. 6 grudnia 1945 w Lahaurze) – indyjski reżyser filmowy.

## Życiorys
Urodził się jako syn lekarza Kulbhushana Kapura i dziennikarki Sheel Kanta. Jego wujami byli znani aktorzy bollywoodzcy Vijay Anand i Dev Anand, a także reżyser Chetan Anand. Przez ojca był zniechęcany do pracy w przemyśle filmowym, zgodnie z jego oczekiwaniami po studiach w Delhi przeprowadziwszy się do Wielkiej Brytanii wiele lat przepracował jako doradca w biznesie.
Shekhar Kapur debiutował jako reżyser filmem Masoom (1983) i w 1987 science fiction filmem Mr India. Oba filmy cieszyły się dużą popularnością wśród widzów i zyskały uznanie krytyków. W 1994 roku zrealizował wysoko oceniony przez krytyków film Królowa bandytów o prawdziwej postaci Phoolan Devi – szefowej bandy, wybranej potem do parlamentu posłanki, broniącej praw kobiet (w filmie tym pojawia się na chwilę w roli szofera ciężarówki).
Niektóre sceny Joshilay (z 1989 z Sunny Deol, Anil Kapoor i Sridevi) były wyreżyserowane przez Shekhar Kapura, który też w 1992 nie dokończył reżyserii filmu w hindi z Aamir Khanem) – Time Machine. W 1996, częściowo wyreżyserował Dushmani z Sunny Deolem, Jackie Shroffem i Manisha Koirala.
W 1991 zagrał główną rolę w filmie Mani Kaul Nazar - adaptacji Potulnej Dostojewskiego.
W 1998 zdobył międzynarodową sławę filmem o brytyjskiej królowej Elżbiecie I – Elizabeth. W 2002, z powodu sposobu w jaki w filmie Cena honoru z Heathem Ledgerem przedstawił brytyjską armię, oskarżony został przez brytyjskie tabloidy o antybrytyjskość. W 2007 wyreżyserował ciąg dalszy historii o królowej Elżbiecie pt. Elizabeth: Złoty wiek.
Wraz z Ram Gopalem Varmą i Mani Ratnamem założył wytwórnię, która jednak wyprodukowała tylko jeden film: Dil Se – Z całego serca (z Shah Rukh Khanem). Jest też współproducentem filmu Guru.
W nagrywanej na audio-booku autobiografii Gandhiego użyczył mu swego głosu (narratorem była Nandita Das).
W przyszłości planuje Long Walk to Freedom, Paani, The Last Full Measure i trzecią część historii królowej Elżbiety. Zastanawia się też nad sfilmowaniem Isaaca Asimova Cyklu Fundacja i życia Buddy.
W 2000 został odznaczony Orderem Padma Shri. Zasiadał w jury konkursu głównego na 63. MFF w Cannes (2010).

## Życie osobiste
Po 10 latach małżeństwa z aktorką i piosenkarką Suchitra Krishnamurthy od lutego 2007 rozwiedziony. Ma córkę Kaveri.

## Filmografia
| Rok  | Tytuł                 | nominacje do Oscara | nagroda Oscara |
| ---- | --------------------- | ------------------- | -------------- |
| 1983 | Masoom                |                     |                |
| 1987 | Mr. India             |                     |                |
| 1994 | Królowa bandytów      |                     |                |
| 1998 | Elizabeth             | 7                   | 1              |
| 2002 | Cena honoru           |                     |                |
| 2007 | Elizabeth: Złoty wiek | 2                   | 1              |
| 2008 | Zakochany Nowy Jork   |                     |                |